# Consonne sonante
En phonétique articulatoire, une consonne dite sonante est une consonne continue dont l'articulation ne fait pas intervenir d'écoulement turbulent (se manifestant par exemple par une friction audible au niveau du point d'articulation). Les sonantes sont, parmi les consonnes, celles qui peuvent le plus facilement être vocalisées et devenir le sommet de la syllabe (d'où leur nom issu du latin sonans, qui « (ré)sonne »). En effet, leur production implique une grande intensité énergétique, renforcée par leur caractère continu et par le fait que les sonantes sont le plus souvent voisées.
Les sonantes regroupent les spirantes et les vibrantes. Le contraire d'une sonante est une obstruante.